# Takeshi Kanamori
Takeshi Kanamori (金森 健志 Kanamori Takeshi?), född 4 april 1994 i Fukuoka prefektur, är en japansk fotbollsspelare.
Kanamori började sin karriär 2013 i Avispa Fukuoka. Han spelade 132 ligamatcher för klubben. 2017 flyttade han till Kashima Antlers. Med Kashima Antlers vann han AFC Champions League 2018. 2019 flyttade han till Sagan Tosu.